# Der Tag (1948–1967)
Der Tag war eine im damaligen Britischen Sektor von Berlin unter Mitwirkung von Emil Dovifat gegründete Tageszeitung und erschien erstmals am Dienstag, den 23. März 1948.
Erster Chefredakteur von 1948 bis 1957 war Wilhelm Gries. Er war zuvor Chefredakteur der CDU-Zeitung Neue Zeit gewesen und von der Sowjetischen Militäradministration in Deutschland (SMAD) am 20. Dezember 1947 abgesetzt worden. In der Redaktion wurden nicht zuletzt solche Journalisten tätig, welche die Neue Zeit aus Solidarität mit ihrem Chefredakteur Gries verlassen hatten wie der stellvertretende Chefredakteur Karl Brammer und der Wirtschaftsredakteur Hans Sonnenschein (1887–1957) sowie der Redakteur Harald E. Roos (1899–1961).
Zum Nachfolger von Wilhelm Gries im Amt des Chefredakteurs der Neuen Zeit wurde der dort seit 1946 tätige Redakteur Walter Klein-Reckard (1890–1984) von der Ost-CDU berufen. Er war in den Jahren 1950 bis 1952 Leiter des Archivs von Der Tag in Berlin (West). Der am Aufbau der Neuen Zeit beteiligte Journalist Alfred Gerigk arbeitete ab 1949 ebenfalls bei der britisch lizenzierten Zeitung Der Tag. Lizenzträger waren der von der SMAD abgesetzte CDU-Vorsitzende Jakob Kaiser und weitere frühere Hauptvorstandsmitglieder der CDU-Führung in der SBZ: Johann Baptist Gradl, Elfriede Nebgen, Robert Tillmanns und Walther Schreiber. Den gesamtdeutschen Bezug unterstrich das Blatt mit dem speziell gewählten Untertitel Unabhängige Zeitung für Deutschland, für deren Erstausgabe Kaiser den Leitartikel Neuer Anfang schrieb. Der Tag stand dem Ostbüro der CDU nahe und wurde als Tageszeitung 1966 eingestellt. 1967 erschienen noch zwei Sondernummern.